# Zeno Kaprál
Zeno Kaprál (19. října 1941 Brno – 26. října 2020) byl český básník, představitel brněnské bohémské generace šedesátých let a autor spirituální lyriky s důrazem na tradiční formy.
Absolvoval pedagogickou školu v Karlových Varech, pracoval jako zeměměřič, hasič, učitel, knihovník a vychovatel v diagnostickém ústavu, v letech 1966 až 1996 byl zaměstnancem České pojišťovny v Brně.
Časopisecky debutoval v roce 1957 a v roce 1962 vydal první sbírku Ploty. Po nástupu normalizace mohl publikovat poezii pouze v samizdatu. V roce 1992 vyšla kniha textů z tohoto období nazvaná Reinerův výbor podle editora Martina Reinera. Jako externí scenárista spolupracoval s Českou televizí, byl tajemníkem brněnské organizace Obce spisovatelů. Obdržel Cenu Českého literárního fondu (1992) a Cenu města Brna (2005). Žil v Brně a Strmilově.
Jeho dcerou je spisovatelka a publicistka Dora Kaprálová (* 1975). Starší syn Filip Kaprál (* 1972) konvertoval k islámu.

## Dílo
- Ploty (1962)
- Reinerův výbor (1992)
- Růžová cesta (1995)
- Plané palposty (1998)
- Moje pojišťovna aneb V krajině arkadské (1999, fejetony)
- Ozvy kázní (2000)
- Glosy a maximy (2001)
- Namol střízliv (2002)
- Zeleň blankytu (2003)
- Pádlo stálosti (2003)
- Suché roráty (2004)
- Strmilovské listy (2007)
- Hrubá mezihra (2008)
- Říkadla pro tři holčičky a jednoho kluka (2014)
- Uvnitř vně (2014)
- Elegie naruby (2019) [10]
- Tříděný odpad (2020)[5]